# Zeno Dostál
Zeno Dostál (12. listopadu 1934 Konice – 30. ledna 1996 Praha) byl český spisovatel a režisér.

## Životopis
Narodil se jako druhorozený syn konického advokáta, starosty, malíře a hudebníka JUDr. Mojmíra Dostála a Charloty, rozené Bock-Löwové. Oba rodiče byli za války vězněni v koncentračních táborech, synům poskytly dočasný azyl na venkově dvě z otcových sester. Rodiče přežili, ale krátce po návratu přišli při epidemii tyfu[nepřesný odkaz] o staršího syna Igora. Zeno vystudoval klasické gymnázium v Prostějově, po neúspěšné přijímací zkoušce na Akademii výtvarných umění v Praze, začal studovat matematiku a výtvarnou výchovu na pražské Pedagogické fakultě. V důsledku otcova nového, tentokrát komunistického uvěznění, byl z kádrových důvodů ze studia vyloučen. V letech 1954–1956 absolvoval základní vojenskou službu ve východoslovenském Trebišově a poté vystřídal řadu dělnických profesí (v acetonárně Litovel, v ostravských dolech), byl skladníkem, obchodním zástupcem, truhlářem a od roku 1959 topičem a poté strojvůdcem parní lokomotivy v kladenských hutích. V letech 1960–1991 byl zaměstnán ve Filmovém studiu Barrandov, kde se vypracoval od pomocného rekvizitáře, asistenta režie a pomocného režiséra k II. režisérovi. Spolupracoval s Otakarem Vávrou, Ladislavem Helgem, Jiřím Krejčíkem, Josefem Machem, Jaromilem Jirešem, Jurajem Herzem, Karlem Kachyňou. V roce 1969 se chystal debutovat jako režisér (scénář podle Času ozimů J. Křenka), z politických důvodů k tomu však nedošlo, k samostatné práci se dostal až v roce 1990 (celovečerní film Král kolonád podle vlastní prózy Lev).
Od roku 1961 publikoval příspěvky ve filmovém časopise Záběr (pod šifrou ZEDO), fejetony a povídky v Rudém právu, v Československém rozhlase, scenáristicky se prosadil v ostravské televizi (Modche a Rézi podle V. Rakouse). Do literatury vstoupil v roce 1981 triptychem Býk, Beran a Váhy, kterým zahájil cyklus inspirovaný znameními zvěrokruhu.
V 90. letech se věnoval psaní, filmové režii a působil jako předseda Židovské obce v Praze. Během šesti let realizoval řadu filmových projektů. Zemřel v důsledku maligního onemocnění při přípravě scénáře k filmové adaptaci Olbrachtovy povídky O smutných očích Hany Karadžičové, kterou později natočil pod názvem Hanele Karel Kachyňa.
Jeho dcerou je violoncellistka a spisovatelka Zuzana Dostálová.

## Literární dílo
- Býk, Beran a Váhy,  MF 1981
- Lev a Štír, MF 1983
- Vrata (Střelec), ČS 1987
- Vodnář, MF 1987
- Rekrut (Rak), Blok 1989
- Labuť, FAVIA 1991, 1993
- Blíženci, FAVIA 1993
- Ryby, MF 1994
- Malý vůz, Akropolis 2021

V rukopise zůstal:
- autobiografický román z dětství Soukromá trestní obžaloba
- Až za uherský rok, zamýšlený jako Kozoroh
- V 80. letech se projekt mapující proměnu venkova od první republiky po období normalizace stal terčem marxistického literárního kritika Vítězslava Rzounka, z toho důvodu vyšly některé z novel pod jinými názvy.

## Filmové dílo
- Král kolonád, 1990
- Váhy, 1992
- Golet v údolí, 1994
- Gen (V. Fischl), 1994
- Genus (D. Flusser), 1995
- Chlípník, 1995